# 카날+
카날+("Canal+", 프랑스어: Canal Plus 카날 플뤼스[*])는 프랑스 최초 민영 방송이자 4번째 텔레비전 방송국으로 1984년 11월 4일에 개국하였다. 프랑스 미디어 기업인 비방디(Vivendi)에 속해있다.
카날 플뤼스는 개국 이래 유료 방송을 실시하고 있으며 (일부 프로그램은 무료), 1999년에는 위성 방송, 2006년에는 지상파 디지털 방송에서 HD 방송을 시작하였다. 프랑스 외에 유럽 몇몇 나라에도 Canal+ 브랜드 방송을 하고 있다.
카날 플뤼스는 하이브리드 브로드캐스트 브로드밴드 TV(Hybrid Broadcast Broadband TV, HbbTV,) 사업 공식 후원사이며, 방송 TV 및 단일 사용자 인터페이스의 광대역 멀티미디어 애플리케이션 수신을 위한 하이브리드 셋톱 박스의 개방형 유럽 표준을 촉진하고 있다.

## 역사
4번째 프랑스의 텔레비전 채널 출범이 발표된 이후, 카날 플뤼스가 1984년 11월 4일에 방송을 시작하였다. 2년 후인 1986년에는 1백만 명의 가입자를 보유하였다. 이 후 작가주의 영화를 많이 제작하였는데, 데이비드 린치의 《스트레이트 스토리》, 《멀홀랜드 드라이브》, 《인랜드 엠파이어》가 대표적이다.
1996년 4월 27일 디지털 위성 채널 Canalsat를 출범시키고, 두 개의 자매 채널인 Canal+ Jaune, Canal+ Bleu의 방송을 시작하였다. 1998년 8월 31일에는 4번째 채널인 Canal+ Vert를 개국하였다. 2003년 11월 1일에는 세 채널의 명칭이 아래와 같이 변경되었다.:

Canal+ Jaune→Canal+ Cinéma, Canal+ Vert→Canal+ Sport, Canal+ Bleu→Canal+ Confort(2005년 이후 Canal+ Décalé로 불린다.)
2005년 9월 Canal+, Canal+ Cinéma, Canal+ Sport 세 채널은 프랑스 지상파 디지털 텔레비전 네트워크에서 방송을 시작하였다. 카날 플뤼스의 무료 방송 부분은 이미 그때까지 몇 달 동안 방송했다. 2008년 8월 카날 플뤼스는 지상파 네트워크에서 메인 채널의 HD 방송의 일부 시간을 유료 형태로 방송하기 시작했다. 2010년에는 카날 플뤼스의 지상파 아날로그 방송 종료 계획을 발표하였다.
2013년 2월 카날 플뤼스는 연 2900만 유로를 들여 FIA 포뮬러 원 월드 챔피언십의 중계권을 사들였으며, 같은 해 잉글리시 프리미어 리그의 중계권을 구입하였다.
2014년 7월 새로운 범아프리카 텔레비전 채널인 "A+"를 발표하였다. 코트디부아르의 아비장에 본사를 두었으며, 아프리카 최대의 프랑스어 텔레비전 기업으로 도약하는 것을 목표로 하고 있다.

## 주요 프로그램
- Le JT : 뉴스 프로그램
- 르 그랑 주르날(Le Grand Journal) : 시사 토크쇼
- 르 프티 주르날(Le Petit Journal) : 시사 토크쇼
- 더 리턴드 (Les Revenants) : 드라마
- 메종 클로즈(Maison Close) : 드라마
- 슈퍼처방전 (Supercondriaque) : 코미디
- 지구를 지켜라 : 애니메이션
- Canal Football Club : 축구 매거진 프로그램
- 브라코 (Braquo)
- 옹그롱나주 (Engrenages)

## 슬로건
- 1983 : « Canal+, La télévision des Nouvelles Images »
- 1984 : CANAL + : c'est le jour et la nuit.
- 1984-1986 : « Canal+, c’est plus » (uniquement dans "La Maxitête")
- 1992 : « Canal+, la télé pas comme les autres »
- 1995-1998 : « Au moins pendant que vous regardez Canal Plus, vous n’êtes pas devant la télé »
- 2003-2006 : « Canal+, Demandez plus a la télé »
- 2007-2008 : « Canal Plus et tellement plus encore »
- 2010-2011 : « Canal+, créateur original de programmes originaux »[6]
- 2011-2014 : « Plus on aime Canal+, plus on aime le cinéma »[7]
- 2014-2015 : « 30 ans et vous n'avez encore rien vu »
- 2015-현재 : « Créateur et original depuis 1984 »

## 자매 채널 현황

### 프랑스 국내

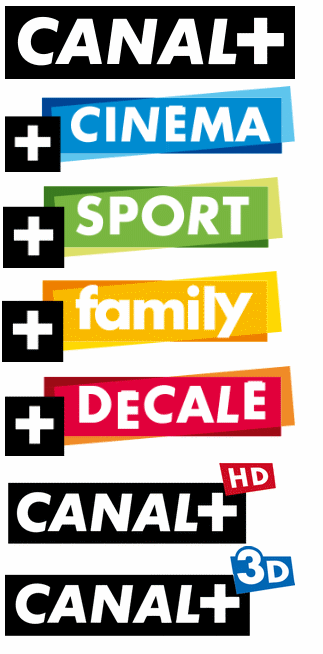
Canal+의 프랑스 국내 자매 채널 로고들

#### 유료 채널
- Canal+ Cinéma : 1996년 개국, 영화 채널 (구 Canal+ Jaune (1996-2003))
- Canal+ Sport : 1998년 개국, 스포츠 채널 (구 Canal+ Vert (1996-2003))
- Canal+ Family : 2007년 개국
- Canal+ Décalé : 1996년 개국, Canal+ 프로그램의 재방송 채널 (구 Canal+ Bleu (1996-2003), Canal+ Confort (2003-2005))
- Canal+ Series : 2013년 개국
- Canal+ HD : 2006년 개국, Canal+의 16/9 HD 방송 (구 Canal+ Hi-Tech)
- Canal+ 3D : 2012년 1월 24일 개국, Canal+의 3D 방송

#### 지상파 무료 채널
- C8 : 2016년 9월 5일 개국 (구 Direct 8 (2005-2012), D8 (2012-2016))
- CStar : 2016년 9월 5일 개국 (구 iMCM (2002-2005), Europe 2 TV (2005-2007), Virgin 17 (2008-2010), Direct Star (2010-2012), D17 (2012-2016))
- CNews : 2017년 2월 27일 개국, 뉴스 채널 (구 I-Télévision (1999-2002), I-Télé (2002-2017))

### 해외 현황
- 스페인 : 구 Canal+ (스페인 디지털 위성 방송 사업자. 지상파 방송을 비롯하여 수많은 위성 채널에 Canal+ 1, Canal+ 2 등의 자체 채널을 갖추고 있었다. 현재는 IPTV 사업자 Movistar와 합쳐 Movistar+가 되었다.)
- 이탈리아 : 구 Tele+ (1990년 10월 20일 개국한 이탈리아의 유료 방송 사업자로, 1997년 2월에 생겨난 Stream TV와 2003년 7월 30일 합병하여 스카이 이탈리아가 되었다.)
- 폴란드 : Canal+ Polska (1994년 12월 2일 개국하였다.)
- 벨기에 : Be TV (벨기에의 디지털 케이블 TV 방송국. 2004년 10월 29일 설립하였으며, 과거 이름은 Canal+ Belgique였다.)
- 북유럽(덴마크, 스웨덴, 노르웨이, 핀란드) : 구 Canal+ (1997년 9월 1일에 개국하였으며, 2005년 SBS 브로드캐스팅에 인수했다가 2008년 프로지벤자트아인스 미디어에 들어가고, 2009년 스웨덴의 TV4에 매각하였고, 이후 2012년 9월 4일 C More로 바꾸었다.)
- 사우디아라비아: 1994년 방송을 시작한 것으로 추정된다.

## 같이 보기
- 스튀디오카날